# Enrico Lo Verso

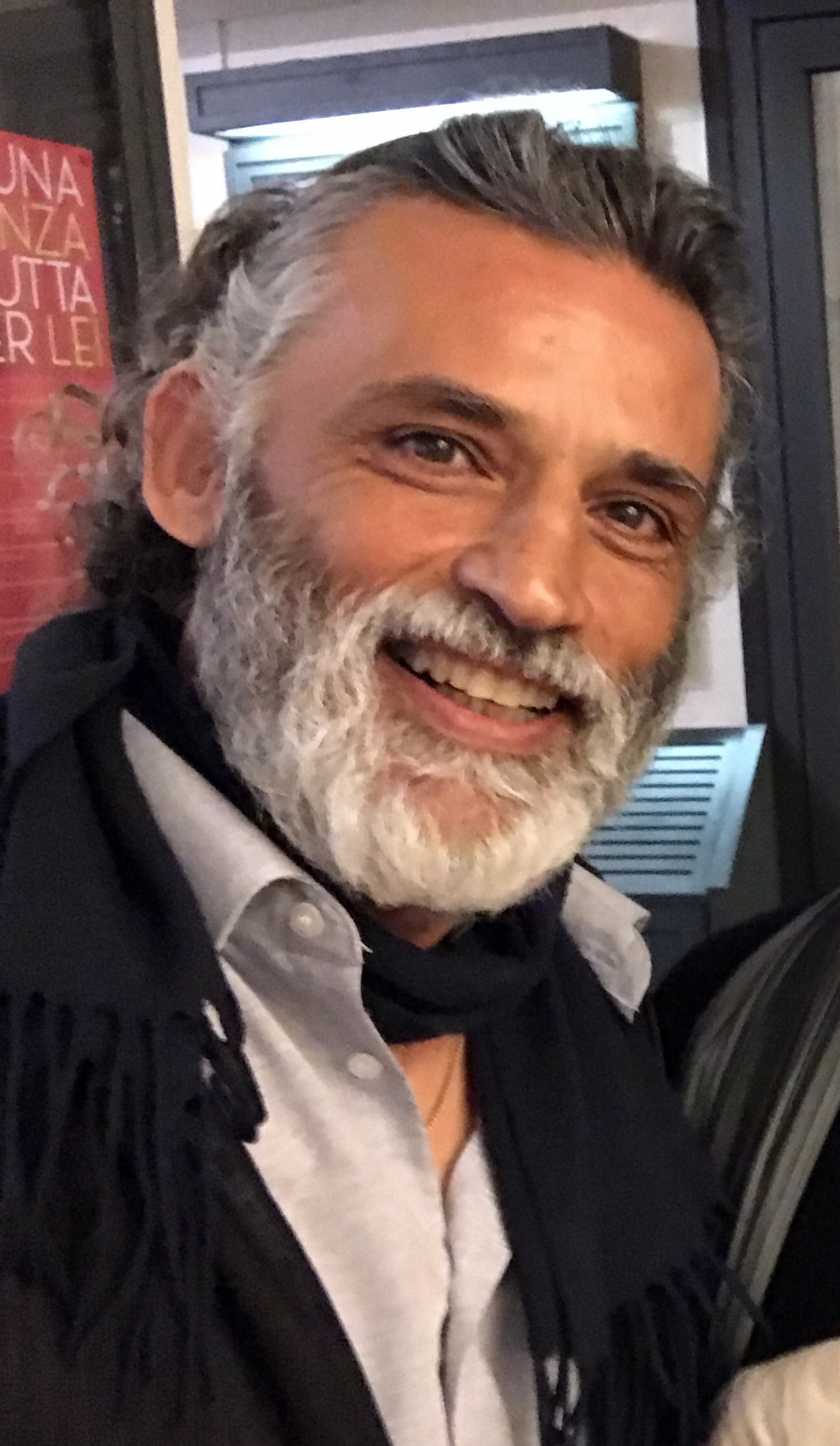
Enrico Lo Verso, 2017

Enrico Lo Verso (* 18. Januar 1964 in Palermo) ist ein italienischer Schauspieler.

## Leben
Lo Verso, Sohn eines Ingenieurs und einer Englischlehrerin, wuchs in Syrakus auf und studierte am Centro Sperimentale di Cinematografia und am Istituto Nazionale del Dramma Antico der italienischen Hauptstadt, wobei er auch seinen sizilianischen Dialekt abzulegen lernte. Nach kleineren Rollen bei einigen Filmen und ersten Fernsehengagements fiel er durch die Arbeit an der Theaterkomödie Volevamo gli essere gli U2 dem Regisseur Gianni Amelio auf, der ihn in seinem Gestohlene Kinder als kalabresischer Carabiniere Antonio besetzte, der die Kinder des Titels auf der langen und intensiven Wanderschaft von Mailand nach Sizilien begleitet. Durch diese Rolle wurde Lo Verso dank seiner natürlich wirkenden Diktion und Ausstrahlung als Junge des Volkes zu einem der Stars des neuen Italienischen Neorealismus. Zahlreiche bemerkenswerte Rollen folgten direkt danach (der tapfere und einfache „Lucio“ in Endstation Mord, der kommunistische Arbeiter in Mario, Maria e Mario und einer der jungen Agenten in Die Eskorte). Mit Farinelli, der Kastrat war Lo Verso dann auch in Frankreich höchst erfolgreich; 1999 spielte er in dem desaströsen Li chiamarono… briganti! den Briganten Carmine Crocco.
Lo Verso war auch im neuen Jahrtausend ein fleißiger Arbeiter und verlässlicher, manchmal unorthodoxer manchmal herkömmlicher Interpretation folgender Darsteller von Heldenrollen, denen er auch immer wieder im Fernsehen nachspürte. Vereinzelten Hollywood-Ausflügen stehen interessante Arbeiten wie Baarìa, Alatriste und 11 settembre 1863 gegenüber.
Außerdem war er in der Jury für den Preis des besten Erstlingsfilms der Berlinale 2016.
Lo Verso hat mit seiner Ehefrau einen 1992 geborenen Sohn, Giacomo, der als Synchronsprecher tätig ist.

## Filmografie (Auswahl)
- 1991: Hudson Hawk – Der Meisterdieb
- 1992: Endstation Mord (Le amiche del cuore)
- 1992: Die Eskorte (La scorta)
- 1992: Gestohlene Kinder (Il ladro di bambini)
- 1994: Lamerica (Lamerica)
- 1994: Farinelli, der Kastrat (Farinelli voce regina)
- 1996: Die Bibel – Moses (Mosè) (Fernsehfilm)
- 1998: So haben wir gelacht (Così ridevano)
- 1999: Unruly (Méditerranées)
- 2000: Les Misérables – Gefangene des Schicksals (Les Misérables)
- 2001: Hannibal
- 2001: Judas (Giudà) (Fernsehfilm)
- 2006: Tre giorni d’anarchia
- 2006: Alatriste (Alatriste)
- 2006: Das Ende der Götter (L'inchiesta)
- 2007: Blodsbånd
- 2009: Baarìa (Baarìa)
- 2010: Eine Nacht in Rom (Habitación en Roma)
- 2012: Die Belagerung (11 settembre 1683)